# إيفان إديشكو
إيفان إديشكو (الروسية: Едешко, Иван Иванович) مواليد 25 مارس 1945 في أوبلاست جردونه، جمهورية بيلاروس السوفيتية الاشتراكية، هو مدرب كرة سلة بيلاروسي ولاعب سابق. بدأ مسيرته الاحترافية في سنة 1963. حمل الرقم 9. يبلغ طوله 6 قدم 5 بوصة (2.0 م). مثّل منتخب بلاده. شارك في دورة الألعاب الأولمبية الصيفية سنة 1972. اعتزل اللعب في 1981.

## الميداليات
| الميدالية | المسابقة                         |
| --------- | -------------------------------- |
| ذهبية     | الألعاب الأولمبية الصيفية 1972   |
| برونزية   | الألعاب الأولمبية الصيفية 1976   |
| ذهبية     | بطولة كأس العالم لكرة السلة 1974 |
| فضية      | بطولة كأس العالم لكرة السلة 1978 |
| ذهبية     | بطولة أمم أوروبا لكرة السلة 1971 |
| برونزية   | بطولة أمم أوروبا لكرة السلة 1973 |
| فضية      | بطولة أمم أوروبا لكرة السلة 1975 |
| ذهبية     | بطولة أمم أوروبا لكرة السلة 1979 |

## روابط خارجية
- إيفان إديشكو على موقع الاتحاد الدولي لكرة السلة (الإنجليزية)
- إيفان إديشكو على موقع الاتحاد الدولي لكرة السلة (الإنجليزية)
- إيفان إديشكو على موقع سبورتس رفرنس (الإنجليزية)
- إيفان إديشكو على موقع اللجنة الأولمبية الدولية (الإنجليزية)
- إيفان إديشكو على موقع أوليمبيديا (الإنجليزية)